# Nicolas-Charles Dutertre
 Nicolas-Charles Dutertre (aussi transcrit du Tertre, Dutartre) était un horloger parisien du XIIIe siècle.
Nicolas-Charles est né d’une famille multigénérationnelle de maitres horloger. Il est le fils de Jean-Baptiste I Dutertre et frère de Jean Baptiste II et de  Jean-Abraham. Il devient maitre en 1739.
Son fils, Charles-Nicolas (1758-1793) fut aussi un horloger.